# Leon Henkin

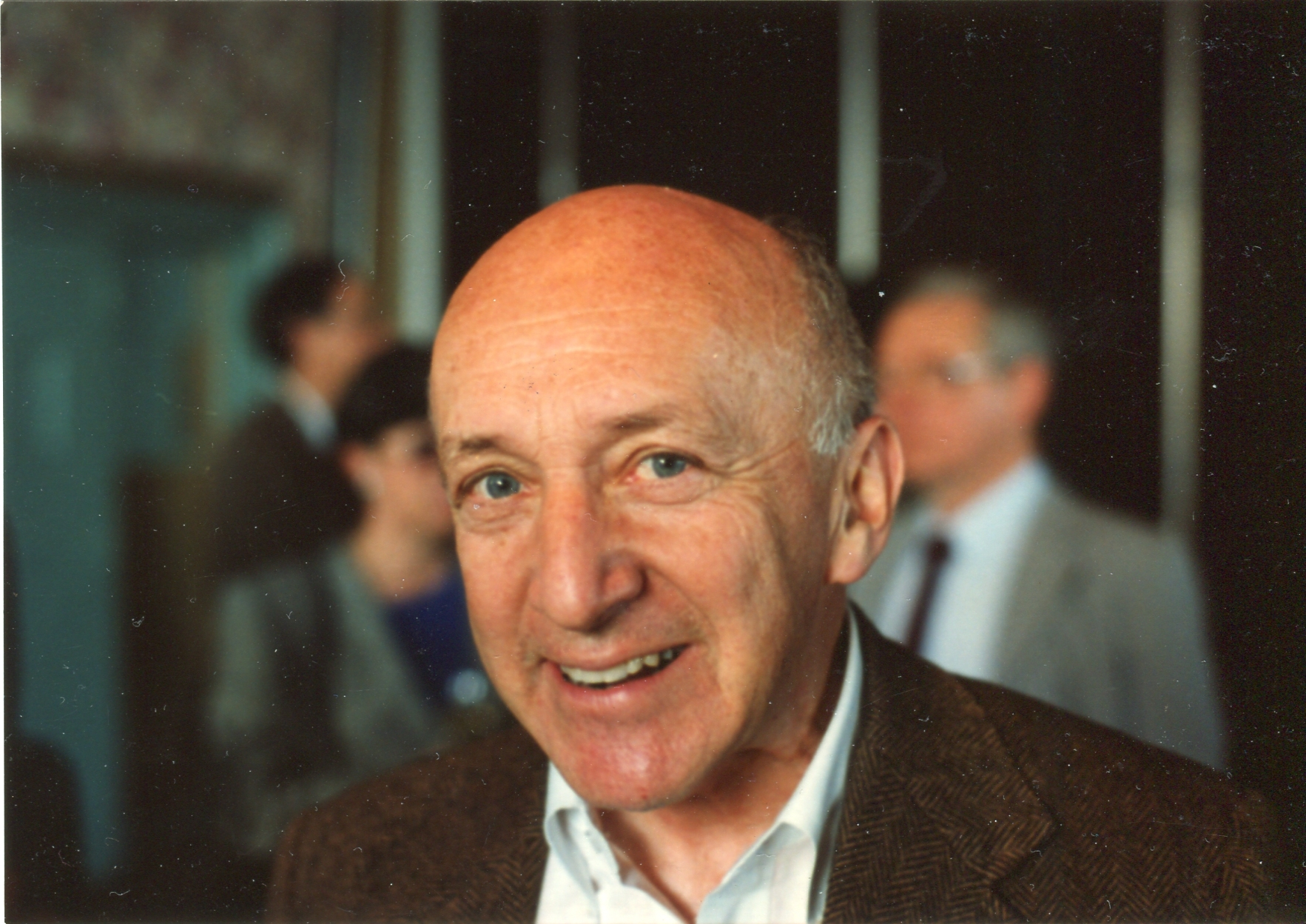
Leon Henkin, Berkeley 1990

Leon Albert Henkin (* 19. April 1921 in Brooklyn; † 1. November 2006 in Oakland) war ein US-amerikanischer Logiker.

## Leben
Henkin war der Sohn russisch-jüdischer Einwanderer und studierte am Columbia College der Columbia University Mathematik und Philosophie (Master-Abschluss 1942). Im Zweiten Weltkrieg arbeitete er an Radarforschung beim US Army Signal Corps und im Manhattan-Projekt (Isotopentrennung in Oak Ridge). Nach dem Krieg promovierte er 1947 bei Alonzo Church an der Princeton University (The completeness of formal systems). Ab 1953 war er an der University of California, Berkeley, wo er Professor wurde. 1961/62 war er am Institute for Advanced Study und 1968/69 am All Souls College in Oxford.
Henkin ist vor allem bekannt für seinen Beweis des Gödelschen Vollständigkeitssatzes der Logik erster Stufe (bewiesen von Kurt Gödel in seiner Dissertation 1929, siehe Satz von Henkin). Er bewies zunächst die Vollständigkeit der Logiken höherer Stufe von Church, wobei er Henkin-Modelle einführte, und erweiterte das dann auf Logiken 1. Stufe. Er entwickelte auch nach ihm benannte Henkin-Semantiken für Logiken 2. Stufe und arbeitete mit Alfred Tarski zusammen (Cylindric Algebras). Er war auch in der Mathematikdidaktik aktiv und in der Förderung von Mathematikstudenten aus Minderheiten.
1954/55 war er Fulbright Fellow und 1961/62 Guggenheim Fellow. 1964 erhielt er den Chauvenet-Preis für Are logic and mathematics identical? und 1991 die Berkeley Citation der Universität. 1990 erhielt er den Gung and Hu Award und 1972 den Lester R. Ford Preis für Mathematical foundations for mathematics.
Zu Henkins Doktoranden zählt Carol Karp.

## Schriften
- The Completeness of the First-Order Functional Calculus, Journal of Symbolic Logic 14, 1949, S. 159–166
- Completeness in the theory of types, Journal of Symbolic Logic 15, 1950, S. 81–91
- Are logic and mathematics identical?, Science 138, 1962, S. 788–794
- Mathematical foundations for mathematics, The American Mathematical Monthly 78, 1971, S. 463–487 (bei MathDL: )
- mit James Donald Monk und Alfred Tarski: Cylindric Algebras, North-Holland, Amsterdam 1971 (Teil 1) 1985 (Teil 2), ISBN 0720420431 (Teil 1) ISBN 0444876790 (Teil 2)